# わかしお (貨物船)
わかしお（MV WAKASHIO） は、長鋪汽船の子会社が所有するばら積み貨物船。

## 概要
2007年に日本のユニバーサル造船で竣工した。船主は長鋪汽船株式会社の関連会社で、船籍はパナマである。

## 事故
2020年7月25日にモーリシャス沖で座礁し重油流出事故を起こした。8月14日現在、流出した油の回収が進められている。原因は調査中とされているが、船主の親会社長鋪汽船や事故当時の運行会社商船三井は悪天候により押し流された可能性があると説明している。なお乗組員の配乗は香港の大手配乗会社Anglo-Eastern Ship Management Ltd 社に委託していた。